# Moračnik (ö i Kroatien)
Moračnik är en ö i Kroatien.   Den ligger i länet Dubrovnik-Neretvas län, i den sydöstra delen av landet, 400 km söder om huvudstaden Zagreb. Arean är 0,32 kvadratkilometer.
Terrängen på Moračnik är lite kuperad. Öns högsta punkt är 61 meter över havet. Den sträcker sig 0,6 kilometer i nord-sydlig riktning, och 0,9 kilometer i öst-västlig riktning.  I omgivningarna runt Moračnik växer i huvudsak blandskog.